# Euophrys granulata
Euophrys granulata es una especie de araña saltarina del género Euophrys, familia Salticidae. Fue descrita científicamente por Denis en 1947.
Habita en Egipto.